# Slzy v dešti
„Slzy v dešti“ (anglicky Tears in rain, známý také jako C-Beams Speech) je monolog tvořený posledními slovy postavy Roye Battyho (ztvárněného Rutgerem Hauerem) ve filmu Blade Runner režiséra Ridleyho Scotta z roku 1982. Monolog připravený scenáristou Davidem Peoplesem a změněný Hauerem v noci před natáčením je často citován. Kritik Mark Rowlands jej popsal jako „možná nejdojemnější řeč před smrtí v historii filmu“. Monolog Slzy v dešti je zařazen do mnoha seznamů největších okamžiků v historii filmu. Battyho řeč je poslední skladbou na albu s filmovým soundtrackem.

## Scénář a Hauerův přínos
Umírající replikant Roy Batty mluví k Rickovi Deckardovi, chvíli poté, co mu Batty zachránil život, i když byl Deckard poslán, aby ho ukončil (zabil). Scéna se odehrává během silného deště, chvíli před vlastní smrtí Battyho. S vědomím svých zkušeností i bezprostřední smrtelnosti říká (s dramatickými pomlkami mezi jednotlivými částmi):
| „ | Viděl jsem věci, kterým byste vy, lidé, nevěřili. Zapálené válečné lodě v dráze Orionu. Viděl jsem paprsky C zářit ve tmě poblíž Tannhäuserovy brány. Všechny ty chvíle... se ztratí v čase, jako slzy v dešti... Čas zemřít. | “ |

V dokumentu Nebezpečné dny: Natáčení Blade Runnera (anglicky Dangerous Days: Making Blade Runner), Hauer, režisér Ridley Scott a scenárista David Peoples potvrzují, že Hauer značně upravil monolog „Slzy v dešti“. Ve své autobiografii Hauer uvedl, že prostě zkrátil původní řeč ze scénáře o několik řádků a přidal pouze „Všechny ty chvíle budou ztraceny v čase, jako slzy v dešti.“ Jedna dřívější verze v Peoplesově scénáři byla:
| „ | Zažil jsem neuvěřitelné věci, viděl taková místa, jaká vy lidé nikdy neuvidíte, byl jsem daleko od Země a potom zase zpět… až na samé hranici! Stál jsem na zadní palubě signální lodě mířící do Plutonských táborů a s potem v očích sledoval hvězdnou bitvu v rameni Orionu… Cítil jsem vítr ve vlasech, velel jsem průzkumné lodi vracející se z černé galaxie a viděl útočnou flotilu shořet jako krabičku sirek a zmizet. Viděl jsem to, cítil jsem to… | “ |

A původní scénář, před Hauerovým přepsáním, zněl:
| „ | Viděl jsem věci… viděl věci, kterým byste vy, malí lidé, nevěřili. Hořící válečné lodě z ramen Orionu zářící jak hořčík… Vezl jsem se na zadních palubách blikače a sledoval paprsky C třpytící se ve tmě poblíž Tannhäuserovy brány. Všechny tyto chvíle… všechny budou pryč. | “ |

Hauer toto popsal jako „operní rozhovor“ a „hi-tech řeč“ bez vlivu na zbytek filmu, takže „do něj řízl“ v noci před natáčením, bez Scottova vědomí. Při vysvětlení úpravy poukazoval Hauer na to, že řada scénářů je přepisována k dokonalosti, ale publikum v nich necítí přirozenost a ani nejlepší herec nedokáže takto vyumělkovaný text dobře prodat.
V rozhovoru s Danem Jolinem Hauer řekl, že tyto závěrečné řádky ukazují, že Batty chtěl „udělat vlastní stopu na existenci... replikant v závěrečné scéně, umírající, ukazuje Deckardovi, z čeho je skutečný člověk vyroben“. Když Hauer scénu zahrál, lidé z filmového štábu tleskali a někteří dokonce plakali.

## Přijetí kritiků
Sidney Perkowitz píšící v Hollywood science chválil řeč: „Pokud je ve sci-fi filmech skvělý proslov, jsou to Battyho poslední slova.“ Řekl, že tato slova „podtrhují charakteristiku lidem podobného replikanta kombinovanou s jeho umělými schopnostmi“. Jason Vest ve své knize Nedokonalá budoucnost: Philip K. Dick ve filmech (anglicky Future Imperfect: Philip K. Dick at the Movies) ocenil podání monologu: „Hauerův obratný výkon je srdcervoucí ve svém jemném vyvolání vzpomínek, zážitků a vášní, které poháněly Battyho krátký život“.
Přispěvatel Guardianu Michael Newton poznamenal, že „v jedné z nejlepších scén filmu se Roy a Deckard navzájem pronásledují temným a špinavým bytem a hrají krutou verzi dětské hry na schovávanou. Během této hry jejich vzájemná podobnost narůstá – oba jsou lovcem a kořistí, oba jsou v bolestech, oba bojují se zraněním, s rukou jak pařátem. Pokud film v daném okamžiku naznačuje spojení, které by mohl Deckard ještě v tomto bodě sám popřít, tak na samém konci pochybnosti mizí. Royův život končí činem ze soucitu, který jej morálně pozvedá nad komerční instituce, které by ho zabily. Pokud se Deckard nedokáže poznat v tom druhém, Roy to dokáže. Bílá holubice, která překvapivě vzlétne od Roye v okamžiku jeho smrti, možná se svou symbolikou rozšiřuje víru, ale pro mně získal film alespoň ten okamžik naznačující, že v replikantovi, jako v replikované technologii filmu samotného, zůstává místo pro něco lidského.“
Darren Orf v nekrologu Rutgera Hauera napsal, že monolog „ukazuje hluboký smysl pro lidství od někoho, kdo má tyto vlastnosti postrádat. Nastavuje nám zrcadlo a připomíná, jak lidé ztratili svoji empatii.“ Zack Sharf při stejné příležitosti poznamenal, že „Hauerův introspektivní výkon a Scottovy nádherné detailní záběry jsou v tak dokonalé harmonii, že není divu, proč se monolog stal jedním z určujících okamžiků Blade Runnera a Hauerovy kariéry.“
Leah Schadeová z Lexingtonského teologického semináře po Hauerově smrti v červenci 2019 napsala v časopise Patheos o Battym jako o postavě Krista. Komentuje, že vidí Battyho s hřebem v dlani, jak oslovuje Deckarda, který visí na jednom z trámů:
| „ | Když pak Deckard visí na ocelovém trámu na střeše poté, co nezvládl skok přes propast, objeví se Roy s bílou holubicí v ruce. Snadno přeskočí k Deckardovi a sleduje, jak se jeho lovec snaží udržet. „Docela zážitek žít ve strachu, co? To je to, co znamená být otrokem.“ Pak, právě když Deckardovi sklouzne ruka z nosníku, se Roy natáhne a chytí ho – rukou probodnutou hřeby. Zvedne Deckarda a vyhoupne ho na střechu v posledním aktu milosrdenství vůči muži, který zabil jeho přátele a chtěl zabít i jeho. V tu chvíli se Roy stává postavou podobnou Kristu, jeho ruka připomíná Ježíšovu vlastní ruku přibitou na kříž. Ukřižování bylo spásným činem. A Royův ohromující poslední čin – záchrana Deckarda, i když si záchranu vůbec nezasloužil – je silnou scénou milosti. | “ |

## Tannhäuserova brána
Název místa Tannhäuserova brána (anglicky Tannhäuser Gate, také psané "Tannhauserova" a "Tanhauserova") není ve filmu vysvětlen. Možná pochází z Wagnerovy operní úpravy legendy o středověkém německém rytíři a básníkovi Tannhäuserovi. Termín byl od té doby znovu použit v jiných subžánrech sci-fi.
Joanne Taylorová v článku o filmu noir a jeho epistemologii zmiňuje vztah mezi Wagnerovou operou a Battyho odkazem a naznačuje, že Batty se staví do řady s Wagnerovým Tannhäuserem, postavou, která upadla v nemilost lidí a Boha. Jak muž, tak Bůh, jak Taylorová tvrdí, jsou postavy, jejichž osud je mimo jejich vlastní kontrolu.